# Galleria continua
Galleria continua è una galleria d'arte contemporanea italiana. È stata fondata da tre persone di San Gimignano e dintorni, Mario Cristiani, Lorenzo Fiaschi e Maurizio Rigillo.

## Storia
Nata nella cittadina medioevale di San Gimignano nel 1990 con l'intento di dare continuità all'arte fortemente presente sul territorio, si è presto imposta internazionalmente ospitando mostre di artisti come Etel Adnan, Ai Weiwei, Leila Alaoui, Juan Araujo, Kader Attia, Daniel Buren, Cai Guo-Qiang, Alejandro Campins, Iván Capote, Yoan Capote, Loris Cecchini, Elizabet Cerviño, Chen Zhen, Nikhil Chopra, Marcelo Cidade, Jonathas De Andrade, Berlinde De Bruyckere, Leandro Erlich, Carlos Garaicoa, Osvaldo González, Antony Gormley, Gu Dexin, Shilpa Gupta, Subodh Gupta, Carsten Höller, JR, Ilya Kabakov, Ilya & Emilia Kabakov, Zhanna Kadyrova, Kan Xuan, Anish Kapoor, André Komatsu, Jannis Kounellis, Luis López-Chávez, Jorge Macchi, Ahmed Mater, Cildo Meireles, José Manuel Mesías, Sabrina Mezzaqui, Margherita Morgantin, Moataz Nasr, Hans Op de Beeck, Ornaghi & Prestinari, Giovanni Ozzola, Susana Pilar, Michelangelo Pistoletto, Kiwon Park, Qui Zhijie, Tobias Rehberger, Arcangelo Sassolino, Manuela Sedmach, Serse, Kiki Smith, Nedko Solakov, Marta Spagnoli, José Antonio Suárez Londoño, Hiroshi Sugimoto, Sun Yuan & Peng Yu, Pascale Marthine Tayou, Armando Testa, Nari Ward, Sislej Xhafa, José Yaque, e Zhuang Hui.

## San Gimignano
Galleria Continua apre per la prima volta a San Gimignano (Italia) nel 1990. Per la maggior parte del 20º secolo, l'edificio che oggi ospita oggi la galleria è stato lo spazio cinema/teatro della città. La sede principale della galleria si trova in via del castello e ci sono altre tre sedi più piccole in Piazza della Cisterna, all'Arco dei Becci e sopra l'albergo "Leon Bianco". Galleria Continua / San Gimignano ha un calendario esaustivo di mostre e eventi, cambiando mostra ogni 3/4 mesi in un anno. Alcuni dei più notevoli sono "Omelia Contadina" di JR(2020), "Una cosa non esclude l'altra" di Michelangelo Pistoletto e Pascale Marthine Tayou (2019), "Daniel Buren & Anish Kapoor" (2018) e "Co-ordinate" di Antony Gormley(2017), solo per citarne alcuni.

## Pechino
Nel 2005 Galleria Continua ha aperto il suo primo spazio internazionale a Pechino, in Cina. È stata la prima galleria d'arte straniera con un programma artistico internazionale in Cina. Situato nel 798 Art District, lo spazio espositivo ospita fino a 3 mostre all'anno.
Il rapporto della galleria con Chen Zhen e Xu Min è stato il punto di partenza per la sua avventura in Cina e nel 2004 Galleria Continua ha partecipato a una fiera d'arte contemporanea a Pechino prima di ospitare il suo primo progetto nello stesso anno nel 798 Art District. Ciò si è poi ripetuto in occasione del 15º anniversario della presenza di Galleria Continua in Cina nel 2020 con la mostra “15 years of Galleria Continua in China: to be Continua” che ha visto opere di Ai Weiwei, Kader Attia, Daniel Buren, Loris Cecchini, Chen Zhen, Carlos Garaicoa, Antony Gormley, Carsten Höller, Anish Kapoor, Hans Op de Beeck, Giovanni Ozzola, Michelangelo Pistoletto, Pascale Marthine Tayou, Qiu Zhijie, Kan Xuan, Sun Yuan & Peng Yu e Zhuang Hui.

## Les Moulins
Nel 2007 Galleria Continua si è lanciata in una nuova importante avventura ed ha aperto a Boissy-le-Châtel lo spazio Le Moulin destinato ad accogliere progetti ed esposizioni di opere di grandi dimensioni.

## L'Avana
Nel 2016 ha aperto un nuovo spazio espositivo a L'Avana. Situata nel cuore del Barrio Chino, in un cinema abbandonato, si inserisce come un perno per la vita culturale della città, cercando di coinvolgere nelle sue attività, il popolo locale.

## Roma
Nel 2020, lo stesso anno del trentesimo anniversario di Galleria Continua, si apre un nuovo spazio a Roma, dedicato a una "interculturalità" aperta e a nuove forme di dialogo e incontri tra arte e pubblico.

## São Paulo
Nel 2020 ha anche aperto uno spazio a San Paolo del Brasile presso il complesso sportivo Pacaembu.

## Paris
Nel 2021 ha aperto uno spazio a Parigi, nel Le Marais, all'angolo tra Rue du Temple e Rue Michel-le-Comte.

## Dubai
Alla fine del 2021, ha anche aperto una sede "pop-up" a Dubai con una mostra dell'artista britannico Anish Kapoor.